# Синделска низина
Синделската низина е низина в Североизточна България, Източната Дунавска равнина, област Варна.
Низината е разположена в източната част на Източната Дунавска равнина в долното поречие на Провадийска река и десният ѝ Главница (Аннадере). На юг към Роякското плато и на север към Провадийското и Добринското плато низината плавно се повишава, а на изток достига до стръмните, на места отвесни склонове на Авренското плато (Момино плато). На североизток, в района на село Падина се свързва с Девненската низина, а на югоизток, в района на село Юнак – с Долнокамчийската низина (Лонгоза).
Дължината на низината от запад на изток е 25 – 30 km, а ширината ѝ е от 5 км на запад до 15 км на изток. Средната ѝ надморска височина е около 50 м. Отводнява се от Провадийска река и притоците ѝ Главница (Аннадере) и Манастир. Някои най-ниски части от низината са заблатени. Почвите са предимно черноземни, заети от обработваеми земи.
Низината попада в 3 общини и в нея са разположени 19 села:
- Община Аврен – Казашка река, Синдел, Тръстиково, Царевци, Юнак;
- Община Девня – Падина, Разделна;
- Община Провадия – Блъсково, Бозвелийско, Бързица, Градинарово, Житница, Комарево, Овчага, Славейково, Снежина, Тутраканци, Храброво, Черноок.

В източната част на низината, покрай Провадийска река преминава участък от трасето на жп линията Русе – Варна и отклонението при Синдел на юг за Карнобат.
През низината преминават и участъци от 3 пътя от Държавната пътна мрежа:
- 6.2 км, от Провадия до Комарево, от третокласен път № 208 Ветрино – Провадия – Айтос;
- 22.9 км, от село Друмево до Провадия, от третокласен път № 731 Радко Димитриево – Провадия;
- 12.4 км, от село Бързица до Провадия, от третокласен път № 904 Старо Оряхово – Долни чифлик – Провадия.[1]

## Топографска карта
- Лист от карта K-35-31. Мащаб: 1 : 100 000.
- Лист от карта K-35-32. Мащаб: 1 : 100 000.